# Serrita
Serrita là một đô thị thuộc bang Pernambuco, Brasil. Đô thị này có diện tích 1602,3 km², dân số năm 2007 là 18238 người, mật độ 11,38 người/km².